# Anno 1800
Anno 1800 è un videogioco gestionale del 2019, sviluppato da Ubisoft Blue Byte e pubblicato da Ubisoft per Windows; si tratta del settimo capitolo della serie Anno, il primo dopo la rinomina dello studio di Düsseldorf.
Il videogioco ritorna all'uso di un'ambientazione storica, dopo i precedenti due capitoli futuristici, portando il giocatore nel periodo della Seconda rivoluzione industriale in Inghilterra; esso riprende i tradizionali meccanismi di costruzione della città e di combattimento in mare aperto, ma introduce nuovi aspetti del gameplay come il turismo, i progetti e gli effetti dell'influenze dell'industrializzazione sugli abitanti della città.
Il 16 marzo 2023 è stata pubblicata una versione per PlayStation 5 e Xbox Series X/S.

## Modalità di gioco
Anno 1800 si svolge in Inghilterra durante il XIX secolo, all'alba della Seconda rivoluzione industriale; come gli altri capitoli della serie Anno, si tratta di un videogioco gestionale in tempo reale. Mentre è ambientato nel contesto del commercio coloniale, l'architettura in primo piano è vittoriana e il motore economico è il metodo industriale. Anno 1800 è ambientato nel Vecchio Mondo, dove le esigenze degli abitanti sono fondamentali per la gestione della produzione e delle filiere produttive.
Il Vecchio Mondo è suddiviso in cinque livelli residenziali (Sette con i DLC "Stagione Turistica" e "Terra dei Leoni"); essi possono essere sbloccati soddisfando tutti i bisogni di base del livello precedente.
Esiste una città parallela nel Nuovo Mondo, che produce prodotti che i lavoratori del Vecchio Mondo vogliono acquistare, e sarà quindi necessario stabilire rotte commerciali. Le città del Nuovo Mondo presentano due livelli residenziali (Tre con il DLC "Ascesa del Nuovo Mondo"). A differenza del suo predecessore coloniale del XVII secolo Anno 1701, il gioco ha una funzione di progettazione che aiuta il giocatore a pianificare la città.
Il gioco presenta una modalità campagna, una modalità sandbox, una modalità "creativa" senza restrizioni di risorse e la modalità multigiocatore. Come Anno 2205, il gioco presenta un gameplay multisessione, ma a differenza del suo predecessore, le sessioni di combattimento e di costruzione della città non sono separate. Anno 1800 si integra in un classico gioco gestionale generando mappe e rotte commerciali in maniera casuale, dove avversari di intelligenza artificiale (IA) costruiranno una città e un esercito nella stessa mappa del giocatore.
Il gioco include anche una valutazione dell'attrattiva, che si scontra con l'impatto dell'industrializzazione sulla popolazione: ogni fabbrica riduce l'attrattiva della città e, di conseguenza, anche la valutazione dell'area intorno a una zona industriale emergente viene influenzata. I turisti contribuiscono al reddito della città e si riversano in terre naturali, feste locali e vari ornamenti decorativi, ma non amano l'inquinamento, i disordini locali e l'industria rumorosa o maleodorante.
La modalità progetto di Anno 1800 è una delle nuove aggiunte alla serie. Aiuta il giocatore permettendo loro di pianificare la propria città con edifici di progetto che si stagliano, senza spendere immediatamente risorse preziose per costruirli realmente. Se un giocatore ha risorse insufficienti, l'edificio del progetto può essere posizionato sulla mappa della città per essere costruito successivamente. Una volta terminata la pianificazione e raccolte le risorse necessarie, ogni edificio di progetto può essere costruito con un solo clic.

## Distribuzione
Anno 1800 è disponibile su Epic Games Store e Ubisoft Connect, originariamente era disponibile anche su Steam, ma è stato rimosso al lancio.
Anno 1800 è stato rilasciato successivamente anche su Steam nel dicembre 2022.
Una versione console per PlayStation 5 e Xbox Series X/S è stata rilasciata il 16 marzo 2023.

## Accoglienza
Anno 1800 ha ricevuto recensioni generalmente positive sia dalla stampa italiana che da quella estera.
È il capitolo della serie Anno più venduto in assoluto, vendendo quattro volte più copie di Anno 2205 durante la sua prima settimana di uscita.
| Anno | Premio                 | Categoria                              | Risultato       | Note   |
| ---- | ---------------------- | -------------------------------------- | --------------- | ------ |
| 2018 | Gamescom               | Miglior gioco di simulazione           | Candidato/a     | [ 16 ] |
| 2018 | Gamescom               | Miglior gioco di strategia             | Candidato/a     | [ 16 ] |
| 2018 | Gamescom               | Miglior gioco per PC                   | Vincitore/trice | [ 16 ] |
| 2019 | Golden Joystick Awards | Gioco per PC dell'anno                 | Candidato/a     | [ 17 ] |
| 2019 | Game Awards            | Miglior gioco di strategia             | Candidato/a     | [ 18 ] |
| 2020 | D.I.C.E. Awards        | Miglior gioco di strategia/simulazione | Candidato/a     | [ 19 ] |